# Edificio de la Agencia Estatal de Administración Tributaria (Bilbao)
El edificio de la Agencia Estatal de Administración Tributaria es un edificio ubicado en Bilbao, Vizcaya. 

## Ubicación
Se encuentra en el número 3 de la plaza Federico Moyúa, en el barrio de Indauchu, entre el Hotel Carlton y el Edificio La Aurora. Es la sede de la Agencia Estatal de Administración Tributaria. 

## Historia
Fue diseñado y construido en 1943 por el arquitecto Antonio Zobarán bajo un estilo neobarroco propio de la arquitectura del franquismo.

## Escudo de armas franquista
El edificio presentaba el escudo de armas franquista, lo que conllevó un debate sobre su eliminación. En 2017, tras unas obras de restauración de cuatro meses, fueron retirados los elementos franquistas (águila y cenefas) conservando el escudo, las columnas de Hércules y la corona.

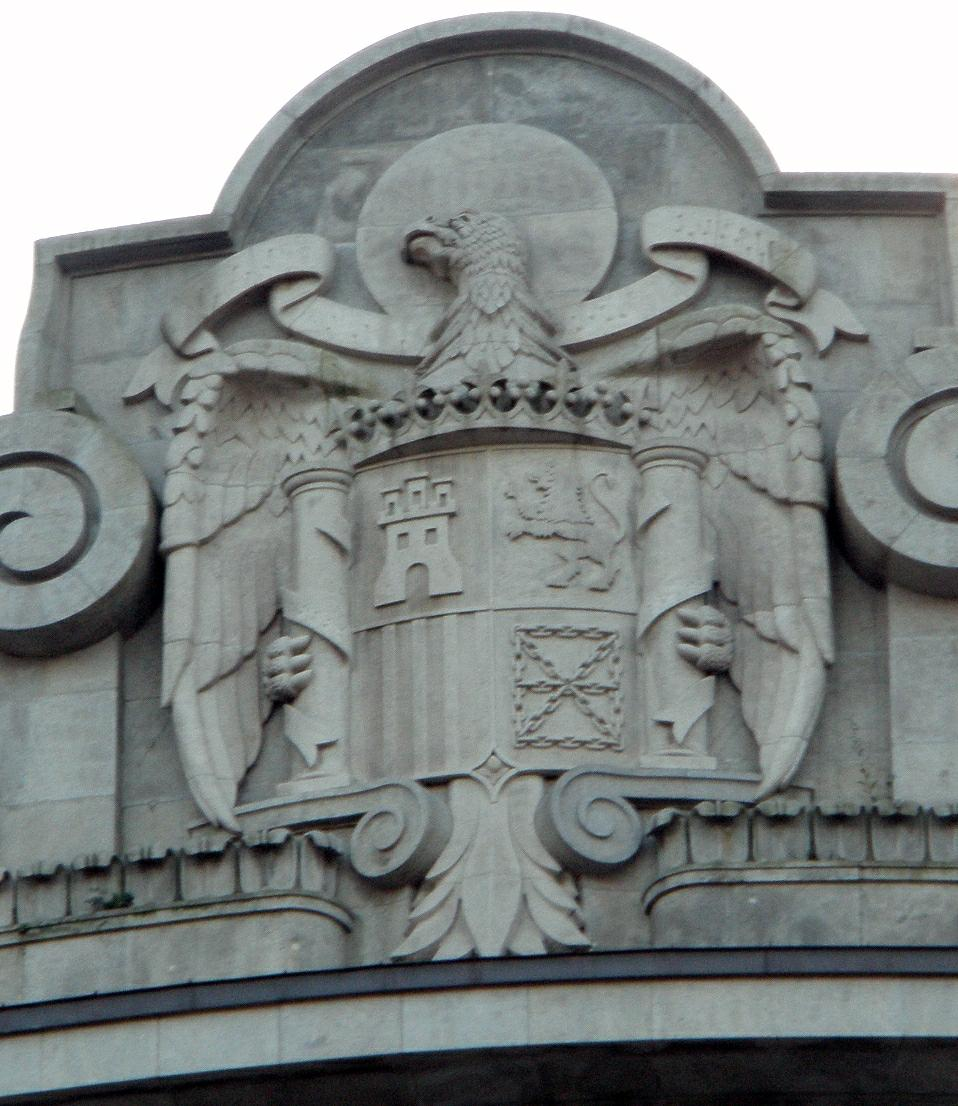
Escudo de armas franquista del edificio.